# 頭痛
頭痛（ずつう）とは、頭部に感じる痛みのうち、表面痛でないもの。様々なタイプの痛みを含んだ幅の広い症状概念である。ありふれた症状である一方、これを主症状とする致命的疾患もあり、他方で原因が特定できないことも多いという、症候学上非常に重要な症状。

## 疫学
頭痛はありふれた症状で、外来初診患者の約10%が頭痛を主訴とする。
日本人の3 - 4人に1人（約3000万人）が「頭痛持ち」である。そのうち2200万人が緊張性頭痛、840万人が片頭痛、1万人が群発頭痛といわれる。クモ膜下出血・脳腫瘍による頭痛は、毎年約1万人 - 3万人に発生する。
日常生活に支障ある頭痛を、世界中で最低40%の人が経験する。
男性よりも女性のほうが頭痛の症状を訴えることが多い。日本で行われた調査では、反復発作性緊張型頭痛の性別有病率は男性16.6%、女性26.4%であった。片頭痛は男性が3.6%、女性が13％で、女性が男性の3.6倍だった。女性が訴えることが多い頭痛の1つに月経に伴う片頭痛があるが、これは月経時のエストロゲン減少との関連性が示唆されている。

## 原因
脳の実質は痛みを感じない。頭痛を感受するのは硬膜およびこれに分布する硬膜動脈と脳動静脈の一部である。また、頭部にはそれ以外にも皮膚、筋肉および筋膜、骨膜、副鼻腔、眼球、歯などの痛覚感受性器官が存在する。頭痛はなんらかの原因によりこれらの器官が刺激されることにより生じる。
血管拡張
片頭痛による痛みの原因のひとつとされる。
精神・筋の緊張
肩こりからくる筋緊張性頭痛など。筋緊張性頭痛では、『ストレス → 筋収縮 → 頭痛 → ストレス』という悪循環が生じる。
牽引性
頭蓋内の痛覚感受組織がひっぱられたり圧迫されて起こる（例：脳腫瘍、頭蓋内血腫、低髄液圧症候群）。
炎症性
髄膜炎やクモ膜下出血などでは、痛覚閾値の低下のために頭痛が起こる。いわゆる髄膜刺激症状のひとつとして起きる。
神経痛
頭部を支配する感覚神経である三叉神経や上部頸髄神経の損傷は頭部の神経痛を引き起こす。
関連痛
耳・鼻・歯などの疾患による痛みの関連痛となる。

## 危険な徴候
頭痛は、緊急に集中治療を施さなければ死に至る疾患の表徴であることがある。その疾患とはクモ膜下出血、髄膜炎、大きな脳出血の3つである。脳腫瘍も放置すれば確実に死に至るが、緊急度では前3者には遠く及ばない。また、重度の緑内障発作であった場合には、生命には影響しないが失明の危険が大きく、緊急度は高い。
それらの疾患を示唆する徴候は以下の通りである：
- 今までに経験したことがないような頭痛か、今までの頭痛で最悪の頭痛 (first, worst)：クモ膜下出血、髄膜炎
- 高齢者の初発頭痛：脳出血
- 5歳未満の初発頭痛
- 持続進行性の頭痛（経過観察中の悪化など）：髄膜炎、脳腫瘍
- 突発（何時何分に起きた、何をしている時に起きたと正確に言える）：クモ膜下出血
- 全身症状（発熱、るいそう、痙攣）
- 神経症状（麻痺、複視）・精神症状などを伴う（特に1時間以上持続）：脳出血
- 項部硬直がみられる（髄膜刺激症状がある）：クモ膜下出血、髄膜炎
- 眼底検査で鬱血乳頭がみられる：本節すべて
- 担癌患者、免疫不全者、妊婦の初めての頭痛
- 発熱・発疹を伴う：髄膜炎
- 未明・早朝からの頭痛
- 運動、性行為、バルサルバ法により誘発された頭痛
- 頭を振ると頭痛がとてつもなく増強する(Jolt accentuation)：髄膜炎
- 明るい物を見ると頭痛が増強する：緑内障、クモ膜下出血
- 虹彩が円盤状でなく球面状になっている：緑内障
- 最近の頭部外傷 : 硬膜下血腫

プライマリ・ケアにおいて頭痛を診療する医療従事者は、以上の徴候を見逃さないことが防衛医療の上でも重要である。特に急速に増悪する頭痛、病歴のつじつまが合わない、以前と違う、神経局在所見、睡眠から覚醒させるほどの頭痛がある場合は頭部CTが施行される場合が多い。危険な二次性頭痛を疑う兆候としてはSNOOPというものが提唱されている。
| SNOOP               | 内容                                                                   |
| ------------------- | ---------------------------------------------------------------------- |
| Systematic symptoms | 全身性症状（発熱、倦怠、るいそう、筋痛）、全身性疾患（悪性疾患やAIDS） |
| Neurological        | 神経欠落症状                                                           |
| Onset abrupt        | 突然の発症、雷鳴頭痛、急速に悪化                                       |
| Older               | 40歳以上の新規発症                                                     |
| Pattern change      | 以前と異なる頭痛（頻度、持続、性状、重症度）                           |

## 一次性頭痛
頭痛は大きく、基礎疾患のない一次性頭痛と、別の原因疾患による二次性頭痛に分けられる。一次性頭痛の場合、一次性頭痛の1つが単独で起こっている場合もあれば、2つ以上が合併して起こっている場合もある。

### 緊張型頭痛（Tension-type headache）
締めつけ感や重りを乗せられたような非拍動性の痛みを感じることが特徴である。有病率は20％程度と高い。緊張型頭痛を発症する原因として、心因性要因が主体と考えられていた時期もあったが、中枢および末梢性の疼痛メカニズム異常の関与が示唆されている。慢性緊張型頭痛の場合、中枢神経系の過興奮による交感神経性血管収縮の関与や疼痛プロセシング異常、一酸化窒素に対する中枢性過敏といった中枢性疼痛メカニズム、とくに三叉神経の感作および侵害受容器の関与が示唆されている。頻発反復性緊張型頭痛の場合、とくに女性において頭蓋周囲筋の圧痛の出現頻度が高く頭蓋周囲筋の活動亢進、炎症、代謝障害といった末梢性疼痛メカニズムが関連すると考えられている。
治療は、NSAIDs・筋弛緩薬やチエノジアゼピン系、抑うつ症状に三環系抗うつ薬などが使われる。

### 片頭痛（migraine）
「偏頭痛」とも書く。片頭痛はかつて血管が過剰に拡張することによって起こると考えられていたが、実際には血管拡張と頭痛発生のタイミングにはずれがあり、必ずしも血管拡張のみによって痛みが引き起こされるわけではないと考えられている。発生メカニズムとして有力視されている三叉神経血管説は、脳から伝えられた何らかの刺激が血管周囲にある三叉神経を刺激し、三叉神経の末端から血管を拡張させる作用をもつカルシトニン遺伝子関連ペプチドやサブスタンスPなどのさまざまな神経伝達物質が分泌されて神経原性炎症を起こし頭痛として自覚されるというもの。1980年代から有力視されてきた説の1つ。また、遺伝の要因もあるとも考えられている。
片頭痛は拍動性の痛みであることが多く、また男性よりも女性に多い。前兆を伴うタイプもあり、視覚暗点・閃輝暗点（ギラギラ輝く歯車のようなものが見える）・一過性半盲（視界の一部が一時的に欠けて見えなくなる）・片麻痺・片側性感覚障害（痛みと半盲の出ている側の手の痺れ）・言語障害（舌のもつれ）などが前兆としてみられる。
軽症ではNSAIDs、中等症以上ではトリプタン系薬物が用いられる。エルゴタミン製剤も有効な場合がある。またカフェインも効果的である。

### 群発頭痛（Cluster headache）
『国際頭痛分類第3版』では三叉神経・自律神経性頭痛に分類されている。発症のメカニズムについては未だ明らかにされていない点が多いが、頭痛発作中に視床下部後部灰白質の活性化を認めることが明らかとなっており、関連性が示唆されている。痛みの部位は、片側に限局した眼窩・眼窩上部といった、おもに三叉神経領域に好発する。流涙や鼻漏など、頭部副交感神経系の自律神経症状を伴うことが特徴的である。。
原則片側性で「目の奥をえぐられるような」激越な痛みを起こし、数週間から数か月に渡る「群発期」に毎日のように決まった時間に発症する場合が多い。飲酒により発作が誘発される。
急性期治療として、スマトリプタン皮下注と高濃度酸素吸入が効果的である。英国国立医療技術評価機構(NICE)のガイドラインでは、経鼻トリプタンと酸素を勧告している。

## 二次性頭痛
頭部外傷による頭痛

- 脳脊髄液減少症

頭頸部血管障害による頭痛
脳血管障害により頭痛が起こることもあり、代表的なものに「脳出血」「クモ膜下出血」「髄膜炎」「硬膜動静脈瘤（こうまくどうじょうみゃくろう）」などがあげられる。これらの頭痛の特徴は、突然頭部を何か堅いもので殴られたような突発的な痛みが発生することがあげられる。いずれにしても脳血管障害の場合は命に関わる危険性が極めて高くなるので、早急な救急処置を行うことが大切である。
巨細胞性動脈炎は日本では頻度は少ないが、頭痛と策状の圧痛を主症状とする頭部の比較的大きな動脈を侵す血管炎である。側頭動脈が病変の主座であることが半数であるが、残りは頭部の他の動脈の炎症である。治療が遅れると半数が失明するので、見逃してはならない。
非血管性頭蓋内疾患による頭痛
脳脊髄液圧の上昇（偽性脳腫瘍）や低下、サルコイドーシス・SLEなどの非感染性炎症性疾患、髄腔内への投与に関連する頭痛、脳腫瘍などの頭蓋内腫瘍など。
物質またはその離脱に伴う頭痛
アルコール誘発頭痛は、いわゆるカクテル頭痛や二日酔いとして知られる。
職業的毒素では、一酸化炭素、鉛、硝酸塩などが頭痛を起こす。
感染による頭痛
脳膿瘍、脳炎、髄膜炎、肺炎球菌感染症、インフルエンザ菌感染症、伝染性単核症、風邪などあらゆる感染症は頭痛を起こしうる。
恒常性の障害による頭痛
低酸素血症、高二酸化炭素血症、低血糖、透析、月経、経口避妊薬、妊娠、褐色細胞腫、失望などのストレスなどは頭痛を起こす。
頭蓋、頸部、眼、耳鼻、副鼻腔、歯、口腔などによる頭痛・顔面痛
中耳炎、緑内障、副鼻腔炎、眼の屈折異常、齲歯、歯髄炎、変形性頚椎症など。
精神科的頭痛
不眠症、うつ病、双極性障害なども頭痛の原因である。

## 治療と予防
基本的に頭痛の治療は薬物などによる対症療法が行われる。脳の疾患がある場合はその原因を取り除く治療も行われる。
軽症例であれば、アスピリン・イブプロフェン・ナプロキセンなどの NSAIDs、アセトアミノフェンなどの鎮痛剤を使用する。それぞれの頭痛のタイプの原因に応じて、緊張型頭痛の場合は筋弛緩薬、抗不安薬、抗うつ薬を用いたり、片頭痛の場合はトリプタンを使用することも推奨される。
なお、緊張型頭痛や片頭痛の患者が急性期頭痛薬を過剰に使用することによって、かえって頭痛が憎悪する「薬物乱用頭痛」を起こすことがある。片頭痛の頻度が多い患者には予防薬の投与が検討される。
また、頭痛を引き起こす原因が生活習慣に存在する場合は、それを改善し取り除くことも推奨される。首や肩をマッサージしたり、軽い運動を行うようにしたりする。 鍼治療などの代替療法も存在する。

### ビタミン・補酵素・アミノ酸など

#### アセチル-CoA不足
クエン酸回路の燃料となるアセチル-CoAを生成するための解糖系及びβ酸化 (脂肪酸代謝) も重要となる。
補酵素A (CoA) は解糖系および脂肪酸代謝の両方において必須となっているが、その補酵素Aの合成にはパントテン酸が必要となる。パントテン酸欠乏症でも頭痛が起きるとされる。
また、脂肪酸代謝ではL-カルニチンが必要となる (カルニチン#役割)ほか、解糖系ではグルコースのリン酸化にマグネシウムイオンが必要となる。酵素欠乏によるカルニチンレベル低下は片頭痛の原因となりうるとの報告がある。また、L-カルニチンおよびマグネシウムの摂取は偏頭痛に効果のある可能性がある。
低血糖症でも頭痛が起こりうる。この場合、ブドウ糖の補給が行われている。

#### 酸欠
ミトコンドリアの好気的呼吸には酸素が必要となるため、酸素欠乏症や高山病などにより酸欠状態になることによっても頭痛が起こる。この場合、酸素吸入などが行われる。酸素吸入は群発頭痛の治療にも使われているほか、片頭痛や緊張性頭痛などの他の頭痛にも効果のある可能性がある。
また、酸素を運ぶ赤血球が減って貧血になることでも、頭痛が起こりうる。鉄欠乏性貧血の場合、鉄分や鉄分の吸収を助けるビタミンCの補給が行われている。悪性貧血の場合、ビタミンB12の補給が行われる。
なお、セリアック病などによる消化器官の損傷も、長期的に鉄欠乏性貧血や悪性貧血を引き起こしうる。セリアック病の場合は、グルテンフリー食品への切り替えが行われている。
血液の流れが阻害されて酸素の供給が滞ることでも頭痛が起こりうる。例えば、多血症は赤血球が多くなることで血流を鈍くし、その結果頭痛を起こす。脱水によっても相対的多血症が起き、頭痛が起こりうる。脱水の場合は、水分と電解質の摂取が行われる。なお、逆に水分過剰の場合でも頭痛が起こりうる (#頭蓋内圧の上昇)。

#### 頭蓋内圧の上昇
頭蓋内圧の上昇でも、頭痛が起こりうる。
頭蓋内圧上昇の原因の一つとして低ナトリウム血症がある。低ナトリウム血症には、様々な要因によるナトリウム欠乏や、水中毒 (水分過剰) などがある。水分過剰の場合は水分の摂取を控える必要が有る。ナトリウム欠乏の場合は塩化ナトリウムの補給が行われている。
また、脳虚血は神経細胞を守るためにヒスタミン放出を促し、ヒスタミンは脳浮腫を誘導して頭蓋内圧を上昇させる。そのため、脳虚血は群発頭痛 (別名ヒスタミン頭痛) を引き起こす。群発頭痛の場合は酸素吸入が行われている。
ヒスタミン頭痛はヒスタミン食中毒のようなヒスタミンの直接摂取でも起こりうる。ヒスタミンを含有する食品の摂食は注意が必要となる。

#### 神経障害
片頭痛患者は三叉神経の髄鞘 (別名ミエリン鞘。神経の被膜部分) に異常があるとの報告が存在する。
髄鞘の構成要素にはセラミドとホスファチジルコリンより合成されるスフィンゴミエリンが存在するが、エピソード性片頭痛患者は血清中の全セラミド量及びジヒドロセラミド量が少ないとの報告がある。セラミドはDe novo経路により、パルミトイル-CoAとL-セリンなどから合成される。また、マウス線維芽細胞でのin vitroの実験によれば、ホスファチジルセリンもセラミド合成に使われるとされる。しかし、L-セリンやホスファチジルセリンの摂取が頭痛を防ぐかは分かっていない。関係は不明だが、ホスファチジルセリンとホスファチジン酸を含むレシチンの摂取に、(しばしば頭痛を伴う)月経前症候群 (PMS) への効果があるとする研究がある。
また、ネルボン酸も髄鞘の構成要素となっている。ネルボン酸の摂取は脱髄を予防できる可能性があり、(頭痛を伴うこともある)脱髄疾患に有益な可能性がある。その他、高血圧の片頭痛患者は突発性難聴になりやすいとされるが、突発性難聴のリスク因子にはネルボン酸やコエンザイムQ10の低レベルがあるとする研究がある。しかし、ネルボン酸の摂取が片頭痛や片頭痛に関連する突発性難聴を防ぐかは分かっていない。
重金属中毒によって神経等が冒された場合も頭痛が起こりうる。例えば、鉛中毒になった場合、気化した金属水銀を吸い込んで水銀中毒になった場合、カドミウムを吸引してカドミウム中毒になった場合などに頭痛が起こりうる。水銀体温計や蛍光灯が割れた場合は、水銀を吸い込まないように注意が必要となる。
また、頭痛の一つに頭部神経痛があり、これは頭部の末梢神経障害 (ニューロパチー) による疼痛となっている。末梢神経障害の原因の一つに、ビタミンB1、ビタミンB6、ビタミンB12レベルの低下が存在する (栄養障害ニューロパチー)。この場合、これらビタミンの補給が行われる。
糖尿病でも末梢神経障害の起こる可能性があり (糖尿病性神経障害)、それによっても頭部神経痛が起こりうるという報告がある。糖尿病では、ビオチン (ビタミンB7) と三価クロムの同時補給に血糖値を下げる効果のある可能性がある。なお、糖尿病の治療では砂糖や炭水化物などの糖質を控えたり (糖尿病の食事療法)、薬を使ったりによって血糖値を下げることが行われているが、これによって低血糖症になることでも頭痛が起こりうる (#アセチル-CoA不足)。

#### 還元型グルタチオンレベルの低下
還元型グルタチオン (GSH) は脳における酸化ストレスの保護に重要となっているが、関係は不明なものの、還元型グルタチオンレベルの低下は片頭痛の重さに相関するいう報告がある。グルタチオンはL-グルタミン酸、L-システイン、グリシンより構成されており、グルタチオンの赤血球濃度はL-システイン及びグリシンの経口補給によって上げることができるとされるものの、それらの摂取が頭痛に効くかは不明。
ライム病は頭痛の原因の一つであるが、ライム病を引き起こすボレリア・ブルグドルフェリ菌は、L-システインを吸収することにより増殖率が上がり、また、宿主のL-システインを減らすことで宿主のグルタチオンレベルを低下させる可能性がある。
アレルギー性鼻炎も頭痛の原因の一つであるが、ラットでの実験によればアレルギー性鼻炎はグルタチオンレベルを低下させるとされ、実際のアレルギー性鼻炎患者もグルタチオンレベルが低いとの報告がある。アレルギー性鼻炎はアラキドン酸-5-リポキシゲナーゼによるアラキドン酸からのロイコトリエンA4合成を促し、ロイコトリエンC4シンセターゼがグルタチオンを消費してロイコトリエンA4からシステイニルロイコトリエンを生成する。
また、グルタチオンレベルの低下は慢性副鼻腔炎や慢性中耳炎などの慢性炎症とも関係があるとされる。

#### アルギニン関連
一酸化窒素 (NO) は頭痛を引き起こすと見られている (NO誘発性片頭痛)が、体内において一酸化窒素は一酸化窒素合成酵素によってL-アルギニンから生成される。
アルギニンの生合成は尿素回路で行われているが、関係は不明なものの、慢性尿素回路障害の症状にも頭痛が存在する。また、頭痛を持つ非高アンモニア血症のオルニチントランスカルバミラーゼ欠損症患者は、頭痛を持たない同病患者よりもNOx及びアルギニンレベルが低いという報告が存在する。
ミトコンドリア脳筋症・乳酸アシドーシス・脳卒中様発作症候群 (MELAS) においては、L-アルギニンの摂取が(頭痛を含む)その症状を改善するとされる。
アレルギー性鼻炎は頭痛の原因の一つであるが、アレルギー性鼻炎では鼻粘膜においてL-アルギニン分解酵素であるアルギナーゼの発現レベルが上昇しているという報告がある。関連は不明だが、L-アルギニンとL-グルタミンの組み合わせが肥満細胞におけるロイコトリエンC4の遊離を防ぐというin vitroな研究が存在する。しかし、L-アルギニンの摂取は、逆にアレルギー反応を引き起こす可能性がある。
また、体内の細菌には、宿主のアルギニンやその代謝物を減らして、自らのエネルギー源とするものが存在する。歯周病は片頭痛の原因の一つとして疑われているが、関連は不明なものの、主な歯周病の病原菌であるポルフィロモナス・ジンジバリスは、他の口腔細菌と異なりペプチジル-アルギニンデイミナーゼによってタンパク質-アルギニンの代謝を行っている。高気圧酸素治療は歯周病にも効果があるとされる (ただし、スケーリング・ルートプレーニングと組み合わせた方が効果的とされる)。

#### 粘膜等の炎症
急性副鼻腔炎からくる頭痛の場合、主要な原因はウイルスにあるため、原因ウイルスによってはHSPA5を阻害する没食子酸エピガロカテキン (EGCG)に効果のある可能性がある。没食子酸エピガロカテキンは緑茶に多く含まれている。
また、上咽頭炎でも咽頭痛と共に頭痛が起こるという報告がある。
後部尿道炎と(頭痛を伴うこともある)神経衰弱に関係があるとする古い報告も存在する。
ナイアシン欠乏によって起こるペラグラも頭痛を引き起こす。ナイアシン (ビタミンB3)は粘膜の健康に保つために必要であり、ナイアシンの摂取はペラグラ患者の粘膜の痛みを緩和する。またナイアシンは、作用機序が不明ながら一部の頭痛に効果があったという報告がある。
ビタミンA過剰症も頭痛を引き起こす。ビタミンA過剰症は皮膚や粘膜を乾燥させ口角炎などを引き起こす。ビタミンA過剰症の場合、ビタミンAの摂取を控える必要がある。一方、ビタミンA欠乏については、粘膜の上皮化生を起こすという報告があるものの、頭痛との関係は報告されていない。
ビタミンD欠乏を伴う片頭痛も存在する。頭痛との関係は不明だが、ビタミンDには慢性炎症を抑制する効果があるとされる。

#### その他
抗酸化物質のアスタキサンチンは眼精疲労に効くとされており、眼精疲労に伴う緊張性頭痛にも効く可能性がある (なお、アスタキサンチンは酸化ストレスを下げミトコンドリア機能を改善する効果があるとされ、また、カルニチンによる筋肉内の脂質代謝を促すとされる)。アスタキサンチンは鮭などに多く含まれている。
そのほか、ビタミンB12の補給に頭痛軽減の効果のある可能性がある。

## 首から上の神経痛
頭痛の分野からは、やや外れるが、神経痛とはいえ頭痛との区別がつきにくい場合がある。
次に代表するものは鎮痛剤よりも坑てんかん薬などの使用が望ましい。
三叉神経痛
三叉神経に何らかの異常が生じて、顔面の左右いずれかに焼け火箸を突き刺されるような痛みを生じる病気。
原因は、三叉神経の脳幹に入る直前の弱い部分に、動脈や静脈が直接ぶつかり、神経を圧迫することである。痛みは非常に強く、手術によって改善される。
後頭神経痛
群発性頭痛と区別しにくいが、頭痛とは異なるものであり、あまり良く知られていない。
首の後ろの神経（頚（けい）神経）が刺激され、耳の後ろ、頭の付け根、側頭部などに瞬間的な針で刺されたような痛みを感じる。どちらかというと浅いところに感じる痛み。
また髪の毛を触るとビリビリした感じがすることもある。多くは首の骨の変形やヘルニア、筋肉などの炎症、風邪や中耳炎の後などに発症しやすいと考えられる。